# Piotr Gruszka
Piotr Gruszka (Oświęcim, 8 marzo 1977) è un pallavolista polacco.
Gioca nel ruolo di schiacciatore.

## Carriera
Iniziò la sua carriera ad alti livelli a 16 anni nel Bielsko-Biała, vincendo nel 1995 il suo primo campionato polacco. Rimase in patria fino al 1999, con la maglia del Klub Sportowy AZS Częstochowa Sportowa, vincendo un altro campionato, una Coppa di Polonia e conquistando il titolo di miglior schiacciatore della fase di qualificazioni alle Olimpiadi di Atlanta 1996. Dal 1999 al 2003 militò in formazioni italiane, prima di trasferirsi in Francia. Divenne nel frattempo un punto fermo della Nazionale, venendo nominato miglior attaccante dell'Europeo e della World League.
Nel 2004 ritornò nella sua Polonia, precisamente nella formazione più forte del periodo, lo Skra Bełchatów. Con essa vinse due campionati e due coppe nazionali, oltre ad essere premiato come miglior giocatore del campionato polacco nel 2005. Nel 2006 vinse la medaglia d'argento al campionato mondiale, ricevendo per questo la Medaglia d'oro al merito civile.
Nel 2008 iniziò la sua avventura in Turchia: con l'Arkas Spor Izmir vinse una Coppa di Turchia e il suo primo trofeo continentale e a livello di club, la Challenge Cup. Nel 2009, con i gradi di capitano della nazionale, vinse la medaglia d'oro al campionato europeo giocato in Turchia. A questo trionfo seguì il conferimento della Croce di Cavaliere dell'Ordine della Polonia Restituta.
Dopo un anno in una formazione polacca, venne acquistato dall'Halkbank Ankara. Nell'estate del 2011 prese parte alla World League 2011 giocata in patria, conquistando la medaglia di bronzo. Nello stesso periodo venne ingaggiato dal GS Robur Costa Ravenna, formazione italiana neo-promossa nella massima serie.

## Palmarès

### Club
- Campionato polacco: 5

1994-95, 1996-97, 2004-05, 2006-07, 2007-08
- Coppa di Polonia: 3

1997-98, 2004-05, 2006-07
- Coppa di Turchia: 1

2008-09
- Challenge Cup: 1

2008-09

### Nazionale (competizioni minori)
- Campionato europeo juniores 1996
- Campionato mondiale juniores 1997

### Premi individuali
- 1996 - Qualificazioni alle Olimpiadi: Miglior schiacciatore
- 2003 - Campionato europeo: Miglior schiacciatore
- 2004 - World League: Miglior schiacciatore
- 2005 - Campionato polacco: Miglior giocatore
- 2009 - Campionato europeo: MVP